# 超危險犯罪
《超危險犯罪》（英語：Criminal Activities）是一部2015年的美國犯罪驚悚電影，由傑基·厄爾·哈利執導，Robert Lowell編劇。主演是尊·特拉華達、米高·彼特、丹·史蒂文斯、克里斯多福·阿伯特、艾迪·蓋瑟吉、勞勃·布朗和哈利。本片於2015年11月20日上映，RLJ Entertainment和Image Entertainment發行。

## 演員
- 尊·特拉華達 飾 Eddie
- 米高·彼特 飾 Zach
- 丹·史蒂文斯 飾 Noah
- 勞勃·布朗（英语：Rob Brown (actor)） 飾 Bryce
- 克里斯多福·阿伯特 飾 Warren
- 艾迪·蓋瑟吉 飾 Marques
- 傑基·厄爾·哈利 飾 Gerry

## 製作

### 拍攝
本片於2014年5月27日在俄亥俄州的克里夫蘭開始拍攝，並在6月26日拍攝完畢。本片之前是計劃設定在底特律，但最終設定在克里夫蘭。

## 外部連結
- 互联网电影数据库（IMDb）上《Criminal Activities》的资料（英文）